# Große Wiesenrauten-Goldeule
Die Große Wiesenrauten-Goldeule (Panchrysia aurea, Syn.: Panchrysia deaurata) ist ein Schmetterling (Nachtfalter) aus der Familie der Eulenfalter (Noctuidae).

## Beschreibung

### Falter
Die Flügelspannweite der Falter beträgt 40 bis 44 Millimeter. Die Vorderflügeloberseite hat eine goldgelbe Grundfarbe, die bei frischen Exemplaren zuweilen leicht rosa überstäubt ist. Die Submarginalregion ist violett braun bis goldbraun und wird von der doppelt angelegten äußeren Querlinie begrenzt, die bis in den Apex verläuft. Die violett braune bis orange braune Basalregion wird von der sehr spitzen inneren Querlinie begrenzt. Nieren- und Ringmakel sind meist nur undeutlich zu erkennen. Die rostbraunen Adern heben sich hingegen deutlich hervor. Die zeichnungslose Hinterflügeloberseite ist hell gelbgrau bis graubraun gefärbt.
Aufgrund der sehr markanten Zeichnung sind die Falter unverwechselbar.

### Raupe
Ausgewachsene Raupen haben eine weiße Farbe. Auf den ersten drei Segmenten verlaufen vier schmale grüne Längsstreifen. Die dahinter anschließenden Segmente sind mit breiten grasgrünen Schrägbinden versehen. Das hinterste Segment ist fast rein weiß und leicht erhöht.

### Puppe
Die Puppe ist weißlich gelb gefärbt, auf dem Rücken dunkel und besitzt eine nur wenig verdickte Rüsselscheide.

## Verbreitung und Lebensraum
Die Große Wiesenrauten-Goldeule kommt in Südeuropa lokal sowie in West- und Zentralasien verbreitet und gebietsweise zahlreich vor. Das Verbreitungsgebiet erstreckt sich von Portugal Richtung Osten bis zum Tian Shan, Altai und in den Nordwest-Himalaya. In Mitteleuropa kommt sie in einigen Regionen der Südalpen, Niederösterreichs und des Balkangebirges regelmäßig vor. Hauptlebensraum der Art sind warme, felsige Hänge und Steppengebiete.

## Lebensweise
Die nachtaktiven Falter bilden zwei Generationen pro Jahr, die von Mai bis Juni sowie von Juli bis September anzutreffen sind. Sie fliegen künstliche Lichtquellen an. Als Nahrungspflanzen der Raupen dienen die Blätter von Wiesenrautenarten (Thalictrum). Die Raupen überwintern.

## Gefährdung
Die Große Wiesenrauten-Goldeule wird in Deutschland für Bayern erwähnt und wird dort als „vom Aussterben bedroht“ eingestuft. Auf der Roten Liste gefährdeter Arten gilt die Art als „verschollen“.